# الشركة المتحدة للتأمين التعاوني
الشركة المتحدة للتأمين التعاوني (يو سي آي)، هي شركة مساهمة سعودية، مُدرجة في السوق المالي السعودي (تداول). تأسست في العاشر من أكتوبر عام 2008، برأس مال يبلغ 400 مليون ريال سعودي، يتمثل نشاط الشركة المتحدة للتأمين التعاوني في تقديم كافة أنواع خدمات التأمين بما في ذلك تأمين الممتلكات والمطلوبات والشحن البحري والطيران، والتأمين الطبي والتأمين على الحياة.